# Hebreos 3

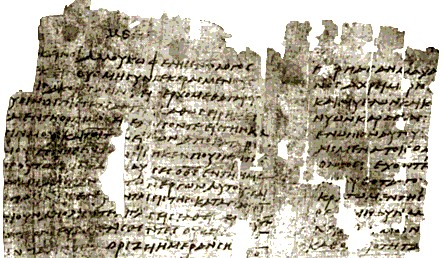
Epístola a los Hebreos 2:14-5:5; 10:8-22; 10:29-11:13; 11:28-12:17 en Papiro 13 (225-250 d.C.).

Hebreos 3 es el tercer capítulo de la Epístola a los Hebreos del Nuevo Testamento de la Biblia cristiana. El autor es anónimo, aunque la referencia interna a «nuestro hermano Timoteo» (Hebreos 13:23) provoca una atribución tradicional a Pablo, pero esta atribución se discute desde el siglo II y no hay pruebas decisivas de la autoría.{ Este capítulo contiene la comparación de Moisés con Jesús ('el Hijo'), así como la aplicación y la advertencia para la congregación.

## Texto
El texto original fue escrito en griego koiné. Este capítulo está dividido en 19 Versículos.

### Testigos textuales
Algunos manuscritos tempranos que contienen el texto de este capítulo son:
- Papiro 46 (c. 175-225; completo)[5]
- Papiro 13 (225-250; completo)[5]
- Códice Vaticano (325-350)
- Codex Sinaiticus (330-360)
- Codex Alexandrinus (400-440)
- Codex Ephraemi Rescriptus (~450; completo)
- Codex Freerianus (~450; existen los versículos 4-6, 14-16)
- Codex Claromontanus (~550)
- Codex Coislinianus (~550; existen los versículos 13-18)
- Papiro 116 (siglo VI; existen los versículos 3-6)